# Glamorous
Singles de Fergie
Fergalicious
(2006) Big Girls Don't Cry
(2007)
Glamorous est le troisième single de la chanteuse de pop et de hip-hop Fergie, avec le rappeur Ludacris en featuring. C'est aussi la chanson la plus RnB de Fergie.
Originellement, la série Gossip Girl devait utiliser la musique pour son générique avant d’abandonner l’idée et d’opter pour un générique plus court.

## Clip musical
Le début du clip montre Fergie faisant la fête avec des amis en 1994. On voit ensuite Fergie monter à bord d'un avion quelques années plus tard et siroter du champagne. Pendant le couplet, Fergie chante dans une limousine avec deux filles. Puis il se tient sur une colline avec Ludacris. Tout au long de la vidéo, on voit des flashs de Fergie s'arrêtant dans un Taco Bell, parlant au téléphone et discutant avec son père tandis qu'une petite fille passe. le clip a été filmé en août 2006.

## Genèse
Glamorous est une chanson écrite par Ludacris, Fergie et Will.i.am, et composée par Polow da Don et Elvis Williams. La chanson est réalisée et programmée par Polow da Don. will.i.am effectue les arrangements pendant que Ron Fair réalise les voix additionnelles.

## Classement hebdomadaire
| Classement (2007)                       | Meilleure position |
| --------------------------------------- | ------------------ |
| Allemagne (Media Control AG)            | 16                 |
| Australie (ARIA)                        | 2                  |
| Autriche (Ö3 Austria Top 40)            | 25                 |
| Belgique (Flandre Ultratop 50 Singles)  | 14                 |
| Belgique (Wallonie Ultratop 50 Singles) | 19                 |
| Canada (Hot 100)                        | 12                 |
| Danemark (Tracklisten)                  | 23                 |
| Écosse (OCC)                            | 11                 |
| États-Unis (Hot 100)                    | 1                  |
| États-Unis (Pop Airplay)                | 2                  |
| États-Unis (R&B/Hip-Hop Songs)          | 41                 |
| États-Unis (Dance Club Songs)           | 1                  |
| États-Unis (Adult Pop Songs)            | 24                 |
| Finlande (Suomen virallinen lista)      | 7                  |
| France (SNEP)                           | 32                 |
| Hongrie (Rádiós Top 40)                 | 2                  |
| Hongrie (Dance Top 40)                  | 1                  |
| Irlande (IRMA)                          | 3                  |
| Nouvelle-Zélande (RMNZ)                 | 9                  |
| Tchéquie (IFPI Rádio)                   | 22                 |
| Royaume-Uni (UK Singles Chart)          | 6                  |
| Royaume-Uni (UK R&B Chart)              | 1                  |
| Slovaquie (IFPI Rádio)                  | 5                  |
| Suisse (Schweizer Hitparade)            | 38                 |

## Dans la culture populaire
Cette musique est dans la radio Non Stop Pop FM dans le jeu Grand Theft Auto V. On l'entend également dans le film Deadpool et Wolverine.